# Meishan (köping i Nan'an)
Meishan (kinesiska: 梅山) är en köping i sydöstra Kina. Den ligger i Nan'an i staden Quanzhou i provinsen Fujian, omkring 140 kilometer sydväst om provinshuvudstaden Fuzhou. Antalet invånare är 65 073. Befolkningen består av 32 533 kvinnor och 32 540 män. Barn under 15 år utgör 13,0 %, vuxna 15-64 år 79 %, och äldre över 65 år 7,0 %.